# 東京共済病院
国家公務員共済組合連合会 東京共済病院（こっかこうむいんきょうさいくみあいれんごうかい とうきょうきょうさいびょういん）は、東京都目黒区にあり、国家公務員共済組合連合会が運営する病院（旧令共済病院）である。

## 概要
東京海軍共済組合病院として開設されたものを、海軍解体後に国家公務員共済組合連合会が承継した、旧令共済病院である。地域医療支援病院の承認を受ける。病院の理念は、「私たちは、患者様の権利を尊重し、最善の医療提供に努めます」。

## 沿革
- 1912年（明治45年）3月28日 -「海軍造船造兵事業現業員ノ共済組合ニ関スル件」 明治45年3月23日勅令第18号が公布。
- 1922年（大正11年）3月29日 - 明治45年勅令第18号を全部改正し、海軍共済組合令[注釈 1]が公布され『海軍共済組合』が発足。（以後、6次に渡り改正）
- 1930年（昭和5年）9月9日 - 東京海軍共済組合病院として開設
- 1945年（昭和20年）10月 - 財団法人東京共済病院と改称
- 1958年（昭和33年）3月 - 国家公務員共済組合連合会の所属となる
- 2002年（平成14年）8月19日 - 日本医療機能評価機構の認定（一般B）を受ける
- 2010年（平成22年）8月25日 - 地域医療支援病院の承認を受ける
- 2012年（平成24年）4月 - 東京都乳がん診療連携協力病院認定
- 2016年（平成28年）4月 - 東京都大腸がん診療連携協力病院認定

## 診療部門

### 内科系診療部門
- 循環器科
- 呼吸器科
- 消化器内科
- 腎臓高血圧内科
- リウマチ膠原病内科
- 糖尿病・内分泌・代謝内科
- 脳神経内科
- 精神科心療内科
- 血液内科
- 緩和ケア内科

### 外科系診療部門
- 消化器・一般・低侵襲外科
- 乳腺科
- 婦人科
- 泌尿器科
- 皮膚科
- 耳鼻咽喉科
- 呼吸器外科
- 形成外科
- 整形外科
- 脳神経外科
- 眼科
- 麻酔科

### その他の診療部門
- 救急科
- 放射線科
- 臨床検査科
- 病理診断科

- リハビリテーション科

## 医療機関の指定等
- 保険医療機関
- 救急告示医療機関
- 労災保険指定医療機関

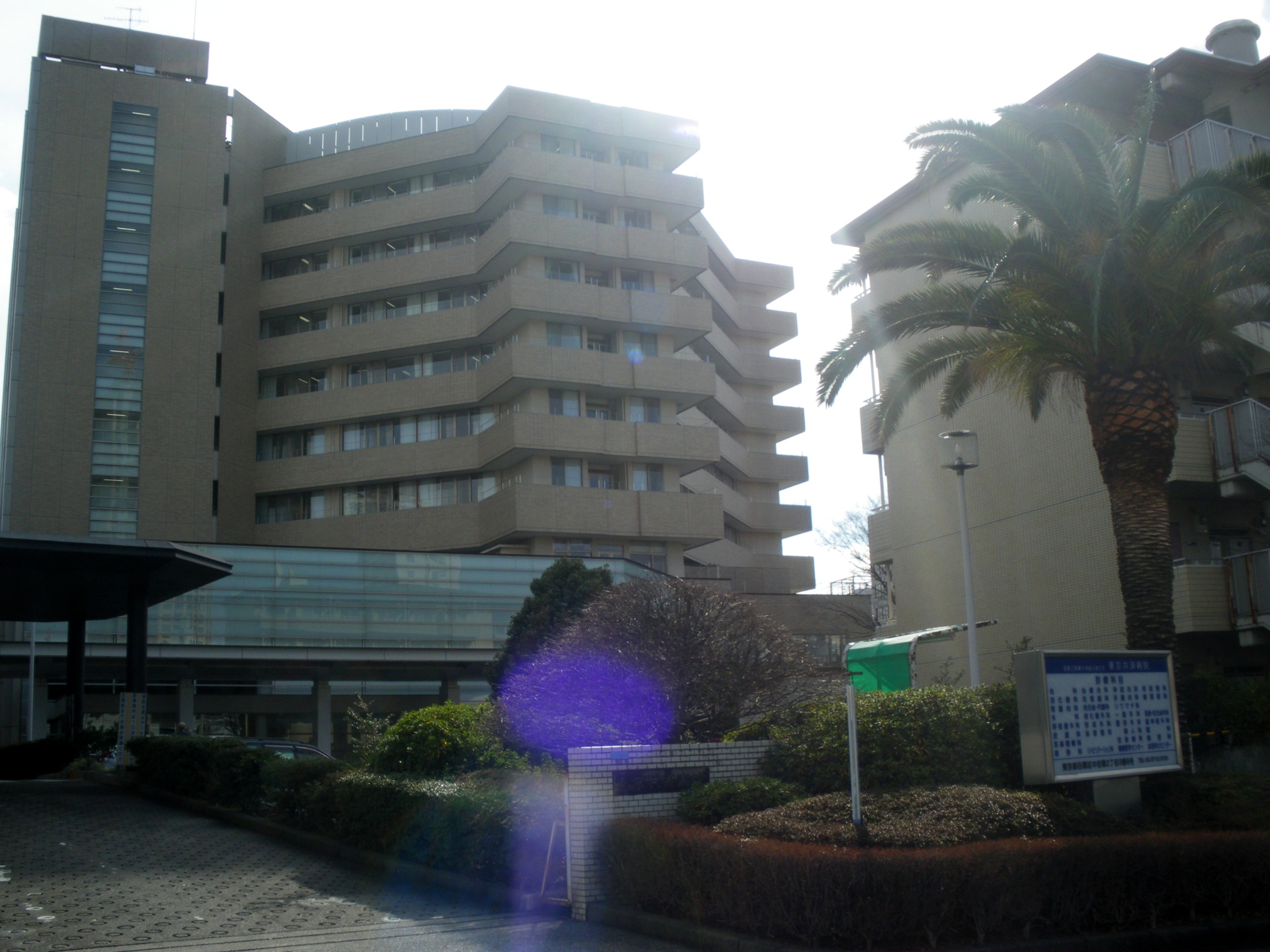
東京共済病院

- 指定自立支援医療機関（更生医療・育成医療・精神通院医療）
- 身体障害者福祉法指定医の配置されている医療機関
- 生活保護法指定医療機関
- 原子爆弾被害者一般疾病医療取扱医療機関
- 公害医療機関
- 地域医療支援病院
- 特定疾患治療研究事業委託医療機関
- DPC対象病院

## 先進医療
- 術後のホルモン療法及びS-1内服投与の併用療法　原発性乳がん（エストロゲン受容体が陽性であって、HER2が陰性のものに限る。）

## 併設施設
- 介護老人保健施設「ケアなかめぐろ」
- 在宅介護支援センター
- 訪問看護ステーション「さわやか」

## 周辺の施設
- 目黒区立中目黒公園
- 知的財産高等裁判所・東京地方裁判所中目黒庁舎
- 防衛省目黒地区
- 目黒学院中学校・高等学校

## 交通アクセス
- 東急東横線・東京メトロ日比谷線中目黒駅下車、徒歩7分。
- JR東日本山手線ほか渋谷駅西口より東急バス渋41系統大井町駅行で約14分、東京共済病院前下車、徒歩3分。
- JR山手線ほか目黒駅より東急バス黒09系統野沢龍雲寺循環で約7分、東京共済病院前下車、徒歩3分。
- JR山手線・東京メトロ日比谷線恵比寿駅西口より東急バス恵32系統用賀駅行で約5分、正覚寺前下車、徒歩5分。
- 渋谷駅東口より東急バス渋71系統洗足駅行で約9分、正覚寺前下車、徒歩5分。